# Mímisbrunnr

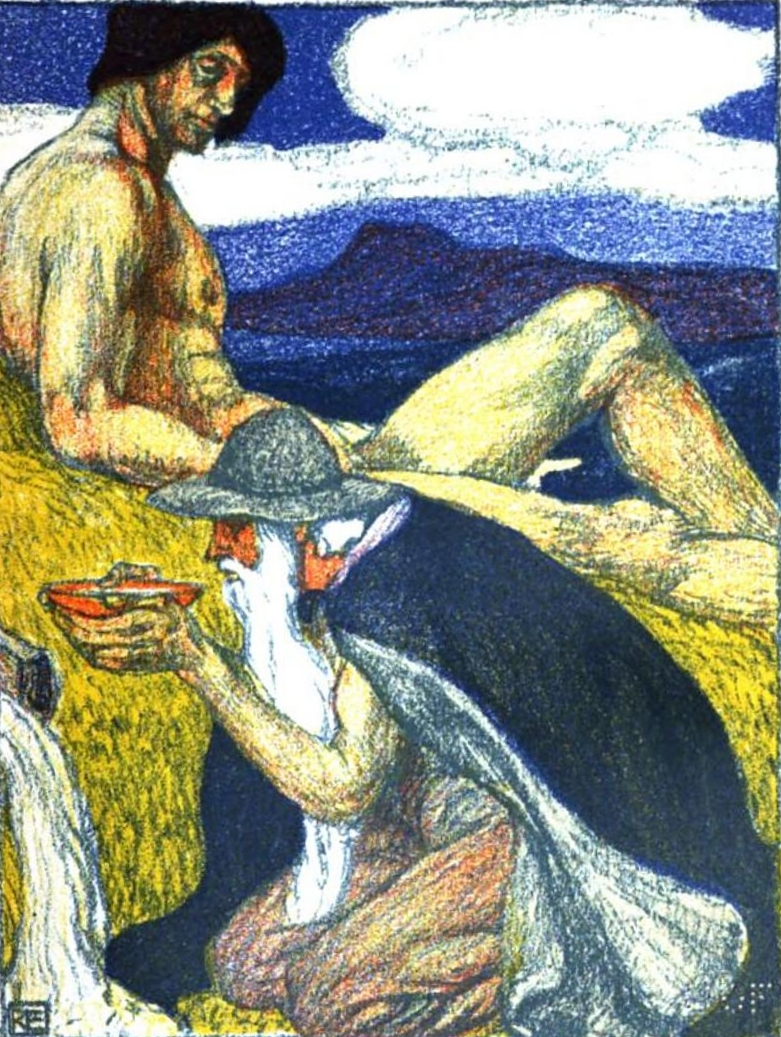
Odin bij de Mímisbrunnr

Mímisbrunnr is in de Noordse mythologie de bron van Mímir die zich, naast nog twee andere diepe oerbronnen, aan de wortel van de levensboom Yggdrasil bevindt en deze voedt.
Mímir is het mythisch wezen dat deze bron bewaakt, ervoor instaat. Mímisbrunnr is de bron van weten en wijsheid. Om eruit te kunnen drinken moet men zoals Odin een oog opofferen waarmee men 'gewoon' ziet, en krijgt dan in de plaats de helderziendheid.
De andere twee bronnen van Yggdrasil heten Urdarbrunnr (bron van Urd, oerbron) en Hvergelmir (Ruisende Ketel, bron in Niflheim).